# ميرفين ارين
ميرفين ارين (بالإنجليزية: Mervyn Warren)‏ هو عازف بيانو وكاتب أغاني ومنتج أسطوانات وملحن أمريكي، ولد في 29 فبراير 1964 في هنتسفيل في الولايات المتحدة.

## وصلات خارجية
- ميرفين ارين على موقع IMDb (الإنجليزية)
- ميرفين ارين على موقع ألو سيني (الفرنسية)
- ميرفين ارين على موقع ميوزك برينز (الإنجليزية)
- ميرفين ارين على موقع أول موفي (الإنجليزية)
- ميرفين ارين على موقع بوكس أوفيس موجو (الإنجليزية)
- ميرفين ارين على موقع قاعدة بيانات الأفلام السويدية (السويدية)
- ميرفين ارين على موقع ديسكوغز (الإنجليزية)
- ميرفين ارين على موقع قاعدة بيانات الفيلم (الإنجليزية)
- ميرفين ارين على موقع كينوبويسك (الروسية)